# 현악 사중주 5번 (베토벤)
《현악 사중주 5번 가장조, 작품번호 18-5》는 루트비히 판 베토벤에 의해 쓰인 여섯 개의 현악 사중주, 작품 번호 18 세트 중 다섯 번째 작품이다.  

## 개요
작품 번호 18 세트는 베토벤이 그의 친구이자 바이올린 연주자였던 카를 아멘다의 고용주였던 요제프 프란츠 폰 롭코비츠 공작을 위한 임무를 수행하기 위해 1798년에서 1800년 사이에 작곡한 것으로, 요제프 하이든과 볼프강 아마데우스 모차르트가 개발한 고전 현악 사중주의 총체적인 숙달성을 보여주는 것으로 여겨진다. 여섯 개의 사중주 세트는 1801년에 빈의 트란퀼로 몰로 출판사에 의해 각각 세 개의 사중주로 구성된 두 권의 책으로 출판되었고, 헌정은 롭코비츠 공작에게 이루어졌다. 
출판 순서(장르 일련 번호)는 작곡 순서와 일치하지 않는다. 음악학자 브란덴부르크는 여섯 개의 작품의 연대순이 3·1·2·5·4·6번의 순서라고 주장했다. 따라서 이 현악 사중주 5번은 작품 번호 18 세트에서 네 번째로 작곡된 것으로 볼 수 있다. 베토벤의 재배열은 명백히 사중주 작품들의 성격에 기초하여 논리적이었다. 일반적으로, 첫 번째의 세 개는 고전적인 형태에 상당히 충실한 반면, 두 번째의 세 개는 비정통적이고 다소 실험적인 경향이 있다. 어떤 면에서, 후자의 사중주 트리오는 작곡가가 소위 그의 중기의 체계성과 양식으로 전환하는 과정에 있어서의 중요한 부분으로 간주될 수 있다.

## 악장 구성
작품은 세트의 다른 모든 사중주와 마찬가지로 전 4악장을 갖추고 있다:
1. Allegro
2. Menuetto
3. Andante cantabile con variazioni
4. Allegro

연주 시간은 27분 정도가 소요된다.

### 제1악장. 알레그로
가장조, 소나타 형식, 6/8 박자.
6/8 박자라고 하는 독특한 박자를 사용하며, 생동감 있는 경쾌한 주제가 제1바이올린에 의해 연주된다. 제2주제는 마단조로 시작하지만, 마장조로 자리를 잡는다. 한편, 이 사중주 5번과 다음의 사중주 6번에서는 전개부와 재현부의 반복 지시가 이루어져, 고전적인 형식을 강하게 의식하고 있다.

### 제2악장. 미뉴에트 - 트리오
가장조, 2/4 박자.
완만한 미뉴에트이다. 주제가 제1바이올린에서 비올라로 차례로 연주된다. 재현부의 앞이 올림다단조에 이끌려 있는 점이 흥미롭다. 트리오의 구성은 한결같고 화성적이다.

### 제3악장. 안단테 칸타빌레 콘 바리아지오니
라장조, 2/4 박자.
이 작품의 중심이라고도 할 수 변주곡 형식의 악장이다. 주제는 이 작품이 완성되기 얼마 전에 성립된 것으로 여겨지며, 단순히 음계의 상승과 하강을 반복하고 있다. 제1변주는 첼로로부터 모방적으로 개시되고, 제2변주는 바이올린에 의한 장식음형이다. 제3변주는 바이올린의 미세한 반주음형에 따라, 저음역이 낭랑하게 노래한다. 제4변주는 피아니시모에 의한 코랄 풍으로, 주제의 화성 자체가 변화되어 변주곡에 채색을 주고 있다. 제5변주는 당당한 종곡이지만, 제2바이올린이 멜로디 라인을 지배하고 있다. 코다에서 내림마장조가 자리를 잡는 것은 흥미롭다.

### 제4악장. 알레그로
가장조, 소나타 형식, 4/4 박자.
비올라로부터 운명의 동기와 비슷한 음형이 제시되고 모방된다. 제2주제는 지극히 화성적인 코랄 풍이다.